# Sascha Bigalke
Sascha Bigalke (* 8. Januar 1990 in Berlin) ist ein ehemaliger deutscher Fußballspieler. Er stand zuletzt fünf Jahre bei der SpVgg Unterhaching unter Vertrag.

## Verein

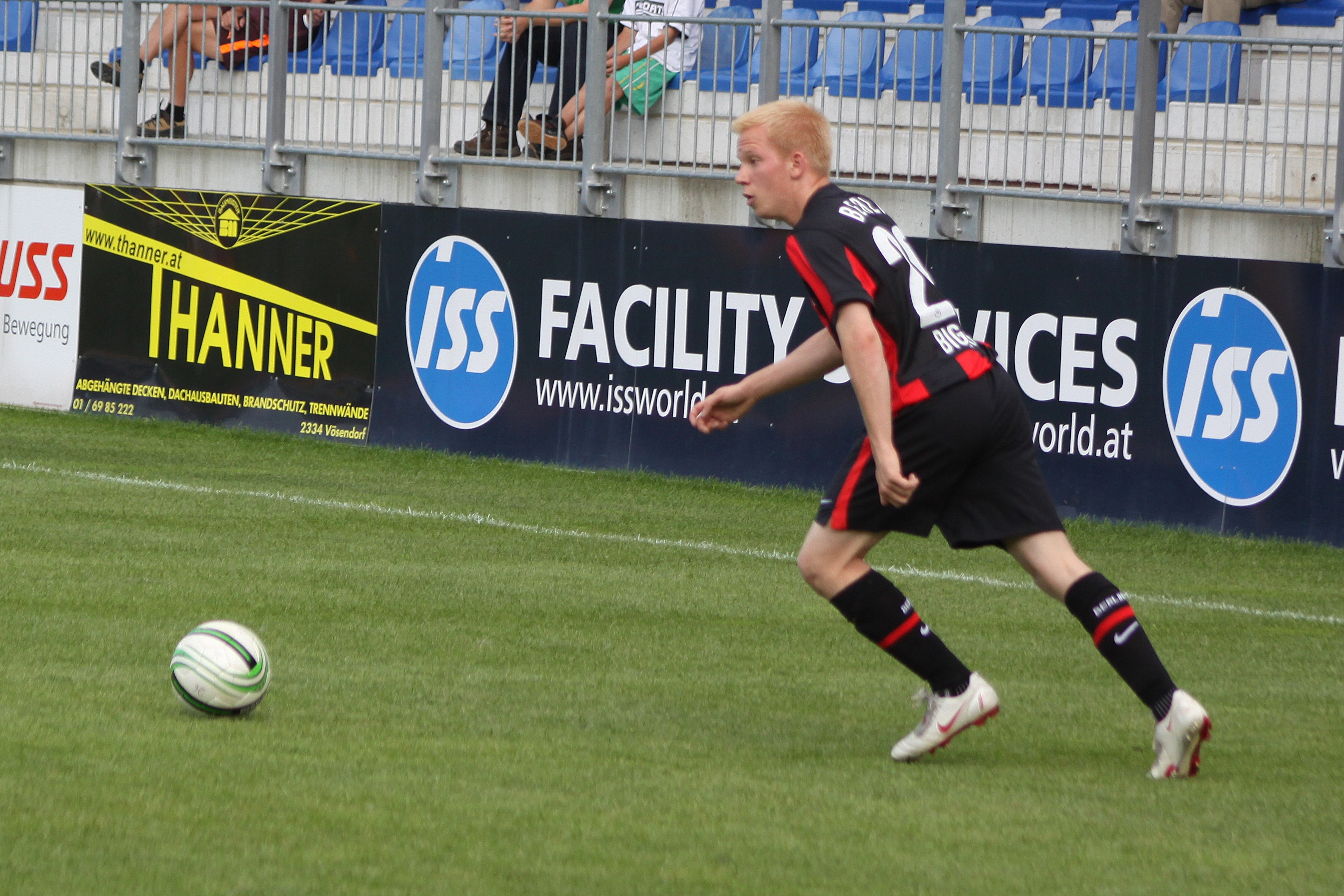
Bigalke im Dress von Hertha BSC (2009)

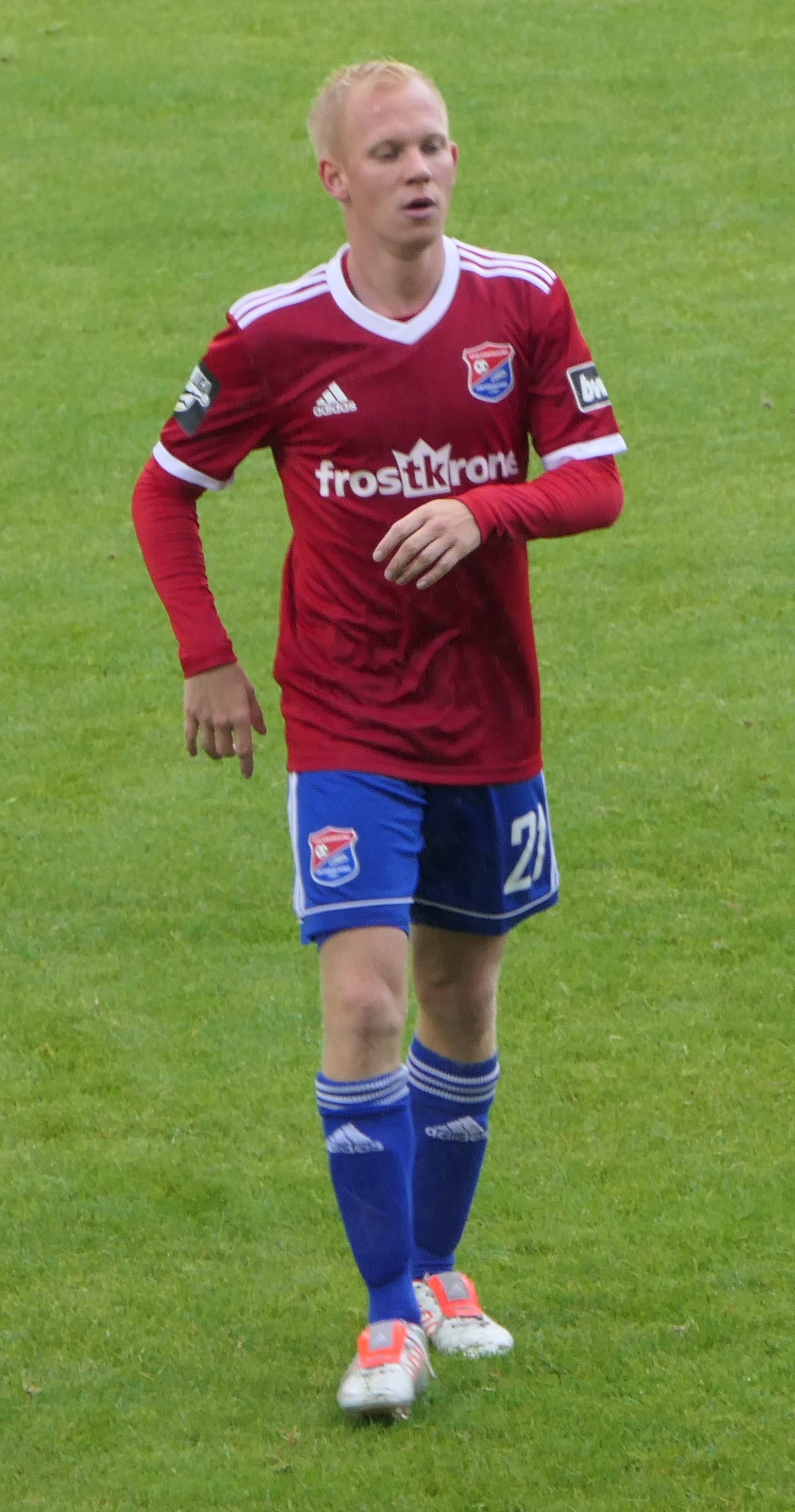
Sascha Bigalke bei der SpVgg Unterhaching 2018

Sascha Bigalke begann seine fußballerische Laufbahn in der Jugendabteilung der Reinickendorfer Füchse und wechselte mit seinem Vater, einem Jugendtrainer, zu Hertha BSC. Dort durchlief er alle Juniorenteams und spielte bis zur Rückrunde der Saison 2007/08 in der A-Junioren-Bundesliga, bevor er einen Profivertrag erhielt. Zunächst trat er aber in der Oberliga Nord/ Nordost für die zweite Mannschaft von Hertha BSC an.
Zu seinem Pflichtspieldebüt für die Profimannschaft der Hertha kam Bigalke in der ersten Runde der Qualifikation zum UEFA-Pokal 2008/09 gegen Nistru Otaci. Über ein Jahr später folgte sein Profidebüt in der UEFA Europa League 2009/10 gegen den SC Heerenveen in der Startaufstellung. Am 21. November 2009 debütierte Bigalke beim 1:1 gegen den VfB Stuttgart in der Fußball-Bundesliga; dies blieb zugleich sein einziger Ligaeinsatz für das Profiteam der Hertha sowie der einzige Erstligaeinsatz in seiner Karriere. Im Juli 2011 wechselte er ablösefrei zum Drittligisten SpVgg Unterhaching.
Am 31. August 2012 wurde Bigalke vom Zweitligist 1. FC Köln verpflichtet. Hier unterschrieb er einen Dreijahresvertrag. Sein erstes Tor erzielte er beim 3:2-Sieg gegen den SSV Jahn Regensburg am 20. Oktober 2012. Am 22. Juni 2013 erlitt er in einem Testspiel gegen die Sportfreunde Troisdorf einen Kreuzbandriss und Riss des Innenmeniskus im rechten Knie. Diese Verletzungen zogen eine Pause bis zum Frühjahr 2014 nach sich.
Vor Saisonbeginn 2014/15 wurde ihm und vier weiteren Profis mitgeteilt, dass man künftig nicht mehr mit ihnen plane. Bigalke trainierte fortan zunächst mit der U-21 des 1. FC Köln, im August erfolgte schließlich die Vertragsauflösung. Auf Anfrage von Vereinspräsident Manfred Schwabl kehrte er zum Drittligisten SpVgg Unterhaching zurück. Nachdem er einige Spiele für Unterhaching bestritten hatte, verletzte er sich im November 2014 erneut schwer am Kreuzband. Sein auslaufender Vertrag wurde nicht verlängert und Bigalke war nach dem Abstieg Unterhachings in die Regionalliga Bayerns zunächst vereinslos. Im Januar 2016 verpflichtete ihn die Spielvereinigung Unterhaching zum dritten Mal und er unterzeichnete einen zunächst bis Saisonende laufenden Vertrag. Im Jahr 2017 gelang ihm mit Unterhaching der Wiederaufstieg in die 3. Liga.
In den drei folgenden Jahren lief Bigalke 94-mal für Unterhaching in der 3. Liga auf und konnte dabei acht Tore und 34 Vorlagen für sich verbuchen. Nachdem Haching in allen drei Jahren jeweils nach einer starken Hinrunde in der Rückrunde in die zweite Tabellenhälfte abgestürzt war, stellte der Verein ihn und seinen Teamkollegen Jim-Patrick Müller, der ebenfalls fast 100-mal für den Verein aufgelaufen war, im August 2020 vom Trainingsbetrieb frei. Während Müller zum bayerischen Fünftligisten DJK Vilzing wechselte, blieb Bigalke trotz einiger Angebote bei Haching, bestritt aber kein Spiel mehr.
Nachdem auch im Wintertransferfenster 2021 kein Wechsel zustande gekommen war, beendete Bigalke am 10. März 2021 im Alter von 31 Jahren seine Karriere. Seiner Meinung nach sei es gesundheitlich unvernünftig, nochmal loszulegen.

## Nationalmannschaft
Bigalke gehörte bis 2010 regelmäßig zum Aufgebot der DFB-Nachwuchsmannschaften. Mit der U-17-Auswahl nahm er an der U-17-Europameisterschaft 2007 und der U-17-Weltmeisterschaft 2007 teil. Bei der WM bildete er mit Toni Kroos, Dennis Dowidat und Richard Sukuta-Pasu die Offensive der deutschen Mannschaft, die nach einem 2:1-Sieg über Ghana den dritten Rang erreichte. Bigalke wird im offiziellen Bericht als einer von fünf herausragenden Spielern der deutschen Elf hervorgehoben und mit den Worten „dribbelstarker Mittelfeldspieler mit guter Technik und großem Einsatz, gutes Passspiel, gefährlich über die Flügel“ beschrieben.

## Trainerkarriere
Bigalke, der seit 2018 die Trainer-A-Lizenz hat, trainierte von 2017 bis 2018 kurze Zeit die U-14 der SpVgg Unterhaching.

## Erfolge
- Dritter der U-17-Weltmeisterschaft 2007
- Zweitliga-Meister und Aufstieg in die Bundesliga: 2014

## Trivia
Am 15. Juni 2015 nahm Bigalke in der TV-Sendung Wer wird Millionär? auf RTL als Kandidat teil. Er schaffte es trotz zweier Auswahlfragen nicht auf den Kandidatenstuhl.
Bigalke ist mit der Schauspielerin Nadine Menz verheiratet. Im Juni 2019 kam ihre gemeinsame Tochter zur Welt.
Seit September 2016 ist er als Experte und Co-Kommentator bei DAZN tätig.
Seit Januar 2024 spielt Bigalke in der von Mats Hummels und Lukas Podolski gegründeten Hallenfußball-Liga Baller League.